# Wrigley
Wm. Wrigley Jr. Company (відома також як Wrigley Company) — американська компанія з виробництва жувальних гумок. Заснована 1 квітня 1891 року Вільямом Ріглі-молодшим у Глобальному інноваційному центрі (ЦПК) в Гус-Айленді, Чикаго, штат Іллінойс. Вона повністю належить компанії Mars, Incorporated. На даний час[коли?] є найбільшим виробником і продавцем жувальної гумки в світі.

## Історія
У 1892 році Ріглі-молодший почав за продажу своєї продукції — розпушувача, безкоштовно додаючи 3 пластинки жувальної гумки. Жувальна гумка зрештою стала популярнішою, ніж розпушувач, і компанія Wrigley переорієнтувалася на виробництво жувальної гумки. У даний час компанія продає свою продукцію в понад 180 країнах і районах, веде діяльність більш ніж у 50 країнах і має 21 виробниче підприємство в 14-ти країнах, включаючи США, Мексику, Іспанію, Велику Британію, Францію, Чехію, Польщу, Росію, Китай, Індію, Японію, Кенію, Тайвань та Австралію.

## Цікаві факти
У деяких країнах ксиліт використовуються для підсолоджування гумки замість аспартама. Без вживання цукру ймовірність карієсу знижується, оскільки цукор у деяких випадках може перетворитися в кислоту після жування гумки. Також стверджується, що жування може допомогти видалити залишки їжі. Продукти на основі Xylitol допущені Департаментом з контролю за продуктами харчування і ліками США, завдяки чому можна зробити медичну заяву, що вони не сприяють карієсу зубів.